# 라드밀라 셰케린스카

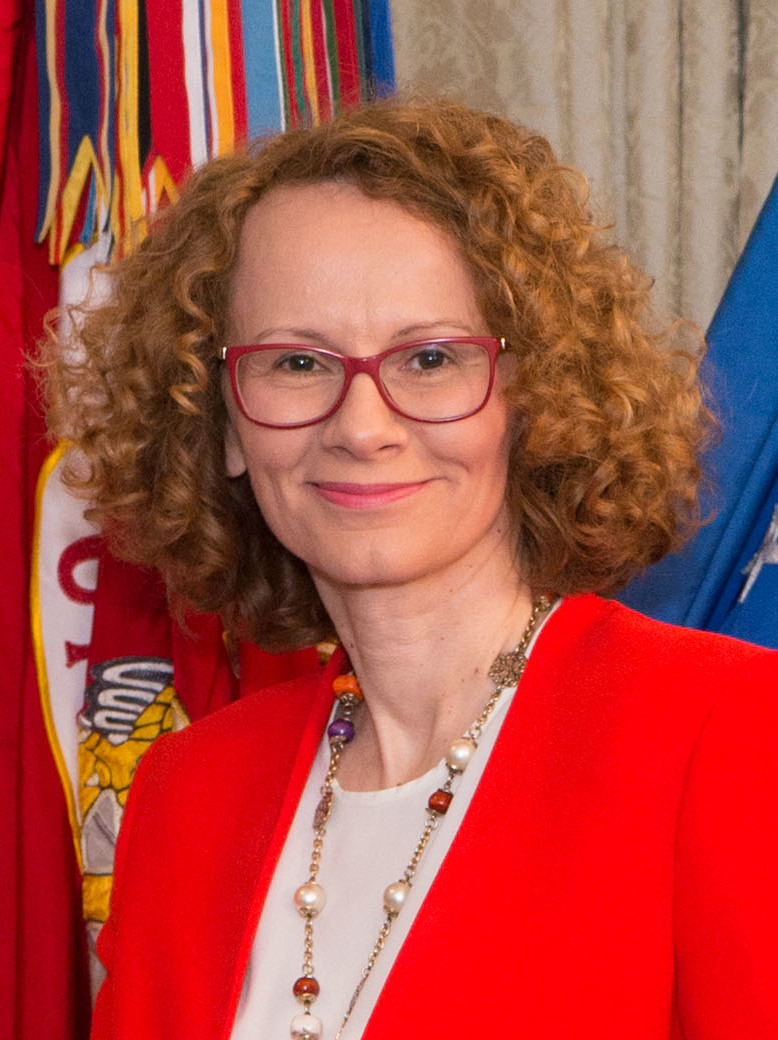
라드밀라 셰케린스카

라드밀라 셰케린스카 얀코프스카(마케도니아어: Радмила Шекеринска Јанковска, 1972년 7월 10일 ~ )는 북마케도니아의 정치인으로 전 마케도니아 사회민주연합(SDSM)의 대표이자 현 국방부 장관이다. 그는 이전에 유럽통합부총리 및 대외원조 국가선임조정관을 지냈으며, 2004년 5월 12일부터 6월 12일까지, 11월 3일부터 12월 15일까지 총리직을 대행했다. 2006년 11월 6일 SDSM의 대표로 선출되었다.
셰케린스카는 블라도 부치코프스키 전 대표의 불신임이 가결된 이후에 SDSM의 새 대표로 선출되었으며, 2008년 9월 전당대회 이후 물러났다. 이후 조란 자에프가 임명되어 브란코 츠르벤코프스키 대통령의 임기가 만료되는 2009년 5월까지 수행했다. 유럽통합부총리 시절이던 2005년 12월 유럽 이사회는 마케도니아를 잠재적 유럽 연합(EU) 가입 후보국으로 지정했다. 2017년 6월에는 북마케도니아 국방부 장관으로 임명되었다.